# Alejandro Andrade
Alejandro José  Andrade Cedeño (2 de agosto de 1964) natural de Coche, Caracas, es un militar venezolano.

## Vida personal y carrera temprana
En 1987 se gradúa de la Academia Militar de Venezuela y fue uno de los oficiales que participó en el intento de golpe de Estado de febrero de 1992. Fue guardaespaldas de Hugo Chávez durante su campaña presidencial en 1998 y tras su triunfo electoral se desempeñó como su secretario privado. 
Desde entonces, ocupó varios cargos en la administración pública vinculados con el sector financiero, en 1999 fue segundo secretario de la Asamblea Nacional Constituyente, junto al primer secretario Elvis Amoroso, firmante de la constitución de 1999, en 2001 fue presidente del Fondo del Pueblo Soberano e inmediatamente paso al Fondo Único Social (FUS), ambas instituciones administraban donaciones otorgadas a la presidencia de la república (2002-2003), fue en ese año cuando enfrentó el primer señalamiento de irregularidades administrativas al ser acusado por el diputado Iván Mastrángelo de “desorden administrativo, ineficiencia e indolencia». Argumentaba el legislador que sólo se había ejecutado 16% del presupuesto de la institución y que parte de los recursos habían sido desviados para financiar los círculos bolivarianos. Fue presidente de la Oficina de la Tesorería de la Nación entre 2007 y 2010, a su vez ocupó el cargo de viceministro de Gestión Financiera y el 23 de junio de 2008 fue nombrado en la presidencia del Bandes (Banco de Desarrollo Económico y Social), hasta el 1 de febrero de 2010. En marzo del 2010 fue dado de baja del Ministerio de finanzas al dejar el Bandes.

## La estafa de venta y compra de Bonos
En 2008 en la Asamblea Nacional el diputado Ismael García explicó en detalle como el país perdió entre 7 y 10 mil millardos de dólares con el uso de notas estructuradas y la compra de bonos de la deuda externa de diferentes países, saliendo beneficiados algunos bancos y casas de cambios a causa de la Crisis bancaria 2009, ese mismo año fue acusado públicamente por el presidente Hugo Chávez pero la fiscalía no siguió el proceso y este caso no fue investigado en Venezuela se retiró en enero de 2011. En 2012 antes de enfermar Hugo Chávez se muda a los EE UU. En 2013 inicio conversaciones con el gobierno de Estados Unidos como cooperante desde entonces vive en la Florida.
El 7 de mayo de 2013 el organismo encargado de regular al mercado de capitales en Estados Unidos, SEC (Comisión de Bolsa y Valores), explicó un esquema de fraude donde a través de sobornos una casa de bolsa ubicada en Nueva York, Direct Access Partners (DAP), logró que el Bandes vendiera baratos bonos de organismos públicos para luego recomprarlos bastante caros, dejando en el camino beneficios por $66 millones, que tuvo como principal operadora la abogada María de los Ángeles González, quien se desempeñaba como vicepresidenta ejecutiva de finanzas del Bandes, nombrada por el ministro Rafael Isea, explica que una transacción del día 28 de enero de 2010 es ilustrativa: la tesorería del Bandes le vende a Direct Access Partners (DAP) bonos de La Electricidad de Caracas por 90 millones 673 mil dólares y el mismo día se los recompra por 95 millones 953 mil dólares, inyectándole a la casa de bolsa ganancias por 5,2 millones de dólares. Las comisiones de María de los Ángeles González de Hernández, eran depositadas a través de Cartagena International INC, una empresa fachada constituida en Panamá, estando de presidente Alejandro Andrade. Desde mayo de 2013, Gonzales se encuentra detenida en Estados Unidos por estos delitos y se había emitido una orden para congelar las cuentas de la firma Global Markets Group y la casa de bolsa Direct Access Partners (DAP).
Un segundo esquema de fraude ocurrió estando como Tesorero de la Oficina Nacional que combinó el uso de bonos del Estado y el control de cambio, que generó dos cotizaciones para el dólar: la tasa oficial que establecía el Banco Central y otra muy superior que surgía de las transacciones en el mercado paralelo, no regulado. A cambio las casas de cambio entregaban fuertes comisiones como así lo afirmó Raúl Gorrín durante una entrevista que el origen de su fortuna se debe a que entre 2005-2010 “el gran negocio era el cambio” y "las casas de bolsa ganamos mucho dinero".

## Detención y sentencia
El 16 de agosto de 2017 es acusado formalmente según el expediente número 18-cr-80054-ROSENBERG y posteriormente detenido por varios cargos de lavado de dinero de 1,200 millones de dólares de la empresa PDVSA y recibir sobornos por 1,000 millones de dólares por la asignación de contratos uno de los causantes de los sobornos Raúl Gorrín propietario de la cadena Globovision (que se encuentra prófugo de la justicia venezolana y sentenciado en EE UU en 2018), y en complicidad con Gustavo Mirabal Castro y Leonardo Gonzales Dellan, a quien se le incauto tres aviones privados, un yate, 17 caballos de carrera, 5 propiedades de bienes raíces, 13 vehículos, 35 relojes de lujo, nueve cuentas bancarias en Estados Unidos, tres cuentas bancarias del HSBC en Suiza (sumaban 698 millones de dólares) y otros bienes de alto valor.
En diciembre de 2017 Andrade se declaró culpable de haber recibido más de mil millones de dólares de Raúl Gorrín, dueño del canal de televisión Globovisión, y otros implicados a cambio de usar su posición como tesorero nacional para adjudicarles transacciones de cambio de divisas a tasas favorables. El 27 de noviembre de 2018 fue sentenciado a diez años de cárcel en Estados Unidos por la Corte del Distrito Sur de Florida. Andrade aceptó el decomiso de mil millones de dólares y la confiscación de todos los activos involucrados en el esquema de corrupción. En agosto de 2020 se retira el fiscal federal adjunto Michael Nadler que expuso la actividad criminal de Andrade. El 16 de febrero de 2022 quedó  en libertad luego de colaborar con la justicia norteamericana que le permitió reducir su condena en el Instituto Correccional  Federal de Loretto en Pensilvania

## Testigo en Juicio de Díaz
Durante el juicio de la extesorera de la nación Claudia Díaz en noviembre de 2022, Andrade admitió haber participado en el desfalco a Venezuela al recibir sobornos por 1000 millones de dólares para permitir la entrega de dólares preferenciales a Raúl Gorrín y que aún tiene pendiente el cobro entre 80 y 100 millones de dólares durante el periodo de Díaz como tesorera. Andrade es el primer funcionario que admitió como se hizo el desfalco a Venezuela. Aceptó haber conocido y reclutado a Díaz en 2007 junto a su esposo Velásquez, haber aceptado continuar y compartir la trama de sobornos con Gorrín.  También declaró ser informante desde el año 2014 de la DEA y que EE UU le otorgó una visa para  poder viajar.